# Falsomesosella theresae
Falsomesosella theresae là một loài bọ cánh cứng trong họ Cerambycidae.